# Marit Paulsen

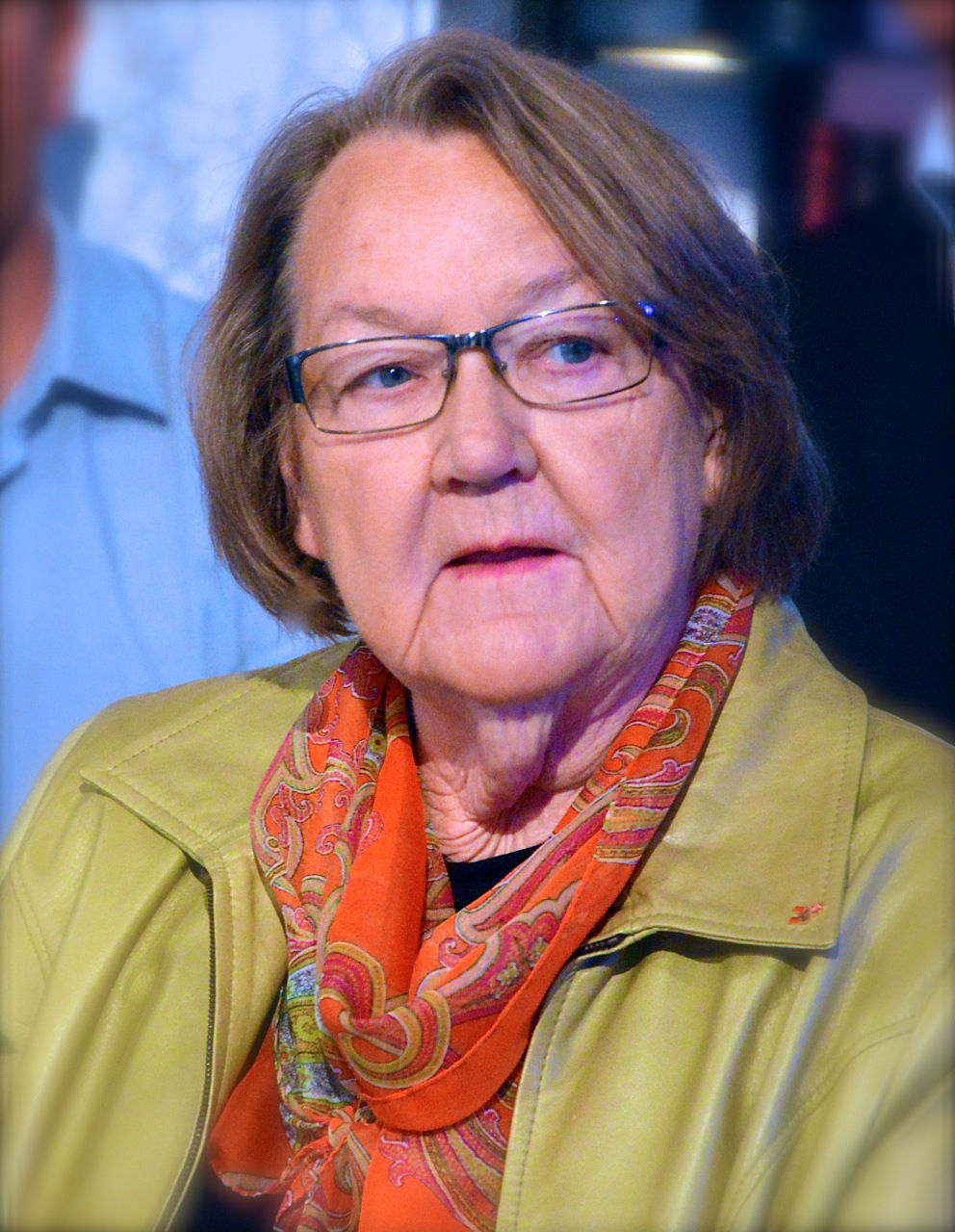
Marit Paulsen

Marit Eli Paulsen (* 24. November 1939 in Oslo als Marit Bjørnerud; † vor oder am 26. Juli 2022 in Dalarna) war eine schwedische Autorin und Politikerin.

## Biografie
Paulsen, die einen deutschen Großvater hatte, wurde sechs Monate vor der deutschen Besetzung in Norwegen geboren. Formal gilt sie zwar nicht als Tyskerbarn, doch galt das Klima zu ihrer Zeit als sehr rau. Anfang der 1960er Jahre zog sie nach Schweden, wo sie zunächst in einem Walzwerk arbeitete und danach die Volkshochschule am Brunnsviken besuchte, ehe sie als Schriftstellerin erfolgreich wurde. Ihr erfolgreichstes Werk ist Liten Ida, welches von der Zeit der Tyskerbarnen inspiriert wurde.
Politisch gehörte Paulsen seit 1998 zur Folkpartiet liberalerna, zuvor war sie Mitglied der Socialdemokraterna. Sie war mehrere Jahre lang stellvertretende Vorsitzende der Liberalen. Von 1999 bis 2004 gehörte sie dem Europäischen Parlament an. 2009 kandidierte sie wieder, als Spitzenkandidatin der Folkpartiet liberalerna, und zog erneut in das Parlament ein. Dabei erhielt sie die meisten Personenstimmen aller Parlamentskandidaten, was auf ihre hohe Popularität zurückzuführen ist.
Paulsen war Trägerin zweier Ehrendoktorate.